# ビンビサーラ

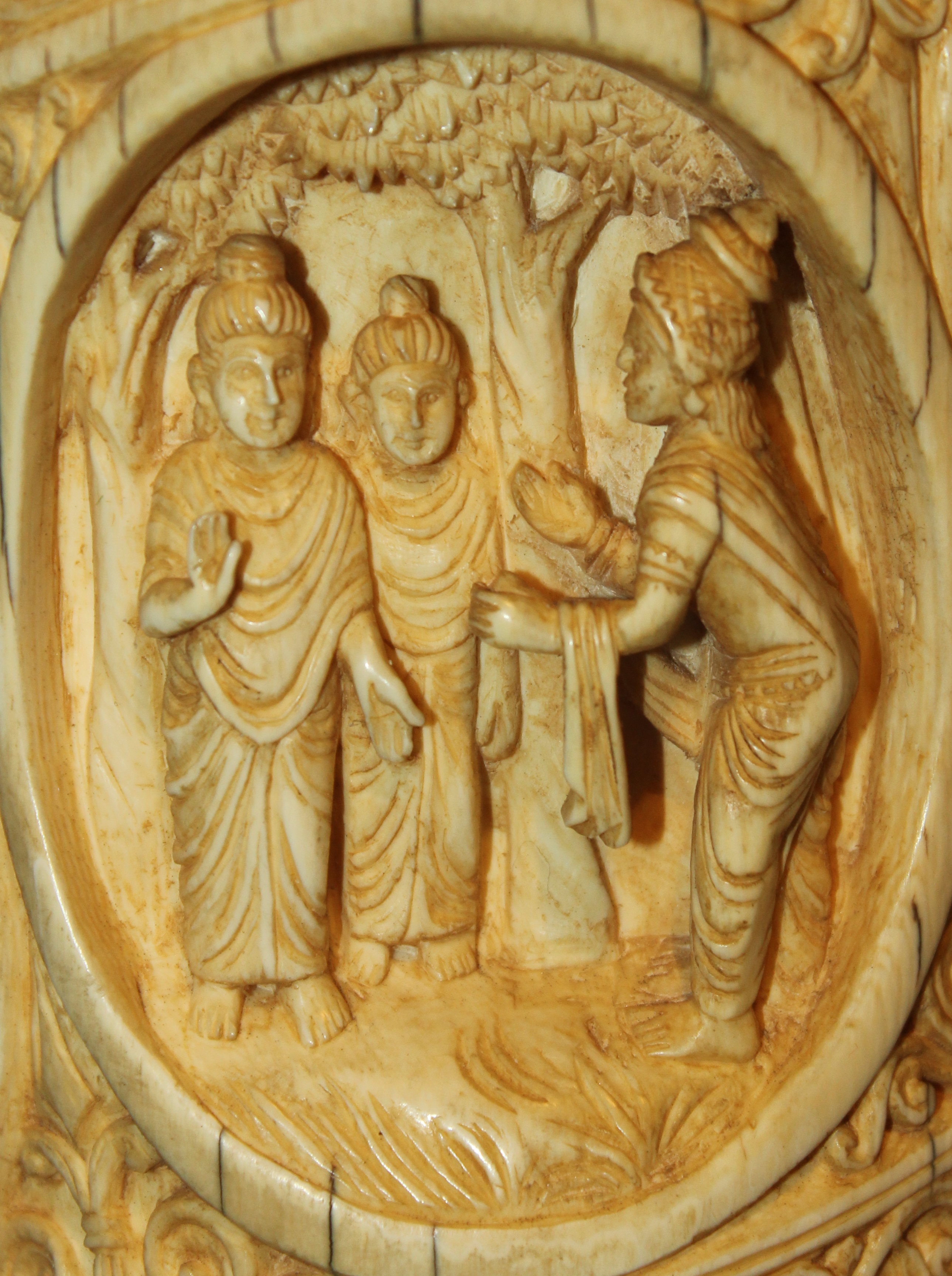
ビンビサーラ

ビンビサーラ（Bimbisāra、漢：頻婆娑羅〈びんばしゃら〉、また瓶沙などとも音写、訳：影勝など）は古代インドに栄えたマガダ国（現在のビハール州辺り）の王（在位：紀元前6世紀頃、または紀元前5世紀頃）。一説にはシシュナーガ朝の王（第5世）であるが疑問視する声が強い。彼の治世にマガダ国はその勢力を大きく拡大した。また彼は釈迦の教えを聞き仏教に帰依したと伝えられる。仏典によれば釈迦より5歳年少であったという。

## 来歴
15歳にして父王ボーディサの跡を継いでマガダ王となった（別の文献によれば彼の父はクシャトラウジャス）。ビンビサーラがシシュナーガ朝の王であるとプラーナ文献にはあるが、『マハーヴァンサ』（『大史』）ではシシュナーガはビンビサーラより後の王であるとされており判然としない。ビンビサーラがシシュナーガ以前の人物とする説のほうが有力であるが、なお定説とは言えない。なお彼が帰仏したのは16歳ともいわれる。
ビンビサーラ王は国内改革に邁進し、首都ラージャグリハ（王舎城）の造営を続けるとともに増大した国力を持って東隣のアンガ国を征服し、「八万の村落を支配した」。また、コーサラ国の王族の女性を正妃として迎えた際に持参金としてその支配下にあったカーシー国の一部分を征服するなどして、東インドに強力な勢力を形成した。
彼は当初、釈迦が出家するや、その出家の志を翻して浄飯王の命に従順しカピラ城に帰るよう勧めた。当時釈迦の出身部族である釈迦族は大国コーサラ国によって征服されていた。そしてマガダ国とコーサラ国は競合関係にあったため、ビンビサーラはコーサラの内部撹乱を目的として釈迦に対し出家を思いとどまるように説得し、戦象を提供して支援することを申し出たといわれる。しかし釈迦はこの申し出を拒絶した。
しかし後に釈迦が成道して仏と成るや、深く仏教に帰依したといわれる。彼は釈迦に対し竹林精舎を寄進した。また、仏が長く止住し説法したグリドラクータ（霊鷲山、耆闍崛山）の山上を通る石段も、彼自身が釈迦の説法を拝するために造ったという。その道路がビンビサーラ道という名で今日まで残されている。
ビンビサーラには数多くの息子がいた。名前の知られている者の一覧を以下に記す。
- アジャータシャトル
- アバヤ
- シーラヴァット
- ヴィマラ・コンダンニャ
- ヴェーハッラ

仏典によればビンビサーラが娶った妻の1人マッダーとの間に生まれた息子がアジャータシャトルであった。しかし、ジャイナ教の伝説ではアジャータシャトルの母の名はチェッラナーであり、彼女はヴァイシャーリー王チェータカの娘であったという。
仏典でアジャータシャトルの事をヴェーデーヒープッタ（Vedehiputta 「ヴィデーハ女の息子」の意）と呼んでいるものがあるために、その出自についてはジャイナ教の伝説の方が正しいと考えられている（ヴァイシャーリーはヴィデーハにある）。
また、彼が娶った妃の一人、差摩（Ksemaa、ケーマ）は、釈迦仏に帰依し比丘尼となった。
晩年は、身衰えて仏所に至らざるに及んで、仏の髪の毛や爪を求め、のちに宮殿内の塔寺に安置して礼拝したといわれる。
ビンビサーラは息子アジャータシャトル（漢：阿闍世、訳：未生怨）に怨まれ、釈迦の死の7年前にアジャータシャトルによって幽閉され権力を奪われ、獄中にて餓死せしめられたと言う。この王舎城の悲劇を舞台として編まれたのが『観無量寿経』である。彼がアジャータシャトルに怨みを持たれたのは、大乗涅槃経の中で、鹿狩りに出かけた時に一頭も狩ることがなかったところで仙人に出くわしたが、その仙人が鹿を追い払ったのだと思い込み、臣下をして殺そうとした。その仙人が死ぬ間際に「生まれ変わってあなたを怨んで殺す」と言ったからだとある。また善導の『観経疏』には、子供が無く年老いたビンビサーラが「裏山の仙人が3年後に死んで、夫人にみごもり王子となる」という占師の言葉を受け、3年を待ちきれずに仙人を殺して生ませ、仙人が死ぬ間際に呪ってやると言い残した、という記述があるが、涅槃経以外の経典では仙人の殺害に関する記述はない。これは涅槃経と他の多くの経典の記述とが混同されたものだと考えられる。
後にビンビサーラは、釈迦仏により光明によって照らされ、阿那含果を得たといわれる。